# دونكان غرانت
دونكان غرانت (بالإنجليزية: Duncan Grant)‏ هو مجدف نيوزيلندي، ولد في 7 فبراير 1980 في أشبورتون ‏ في نيوزيلندا.

## وصلات خارجية
- دونكان غرانت على موقع الاتحاد الدولي للتجديف (الإنجليزية)